# تيمون
تيمون هي بلدية في البرازيل، تتبع مارانهاو، بلغ عدد سكانها 155٬460  نسمة، في 2010، تبلغ مساحتها 1٬764٫610 كيلومتر مربع.

## الموقع
تشترك في الحدود مع:
- تيريسينا.